# Oeschinenhorn
Das Oeschinenhorn ist ein 3486 m ü. M. hoher Berg der Berner Alpen in der Schweiz.
Das Oeschinenhorn ist der westlichste Gipfel des Hauptgrates der Blüemlisalpgruppe. Östlich des Gipfels setzt sich die Blüemlisalp mit dem Blüemlisalphorn, der Wyssen Frau und dem Morgenhorn fort, nach Westen schliesst sich über das Oeschinenjoch (3170 m) das Fründenhorn an, das weiter zum Doldenhorn überleitet. Nach Süden fällt das Oeschinenhorn in einer steilen Felswand auf den Kanderfirn ab. Nach Norden führt der Nordwestgrat in Richtung Oeschinensee. Dieser Grat befindet sich zwischen dem Vorderen Blüemlisalpgletscher (östlich) und dem Oeschinengletscher (westlich).

## Gipfelrouten
Ausgangspunkt für eine Besteigung ist die Fründenhütte (2562 m), die von Kandersteg erreichbar ist.
Das Oeschinenhorn wird nur selten als alleiniges Tourenziel bestiegen.
Der Normalweg auf den Gipfel führt über den Nordwestgrat. Vom Gipfel bietet sich dann die Überschreitung über den Südwestgrat auf das Blüemlisalphorn an (ZS, III. Grad).